# 國際賞月夜
國際賞月夜（International Observe the Moon Night，InOMN）是月球勘測軌道飛行器任務和NASA其它的天文組織贊助，每年一次的公眾宣傳活動。旨在鼓勵人們欣賞、觀察和了解月球，從而了解其它行星科學與太空探索。全球各地每年同一天舉辦或參加國際賞月夜的活動，人人也能觀賞並了解月球。
這項活動在2010年首次舉辦，通常每年都有40個以上的國家，由大學、天文台、NASA的各個中心、學校、博物館、公園、圖書館和業餘天文學家主辦，超過500場的活動。其中部分活動會有網上直播節目。選擇的日期是以高知名度的月球地形地貌適合觀賞的日期。

## 歷史
活動源於2009年全球天文年期間，月球勘測軌道飛行器和月球坑觀測和傳感衛星團隊為慶祝這兩艘太空船抵達月球，主辦的"我們在月球！"，和在美國的"國家賞月夜"。

### 歷年舉辦日期（均為星期六）
- 2009年8月1日(We're at the Moon and National Observe the Moon Night)
- 2010年9月18日
- 2011年10月8日
- 2012年9月22日[5]
- 2013年10月12日[6]
- 2014年9月6[7]
- 2015年9月19日
- 2016年10月8日
- 2017年10月28日
- 2018年10月20日
- 2019年10月5日
- 2020年9月26日
- 2021年10月16日
- 2022年10月1日
- 2023年10月21日
- 2024年9月14日

## 發起人
- 月球勘測軌道飛行器
- NASA Solar System Exploration Research Virtual Institute（英语：NASA Solar System Exploration Research Virtual Institute）
- 行星科學研究所（英语：Planetary Science Institute）
- 月球與行星研究所
- 潘蜜拉·蓋伊 (宇宙皇后)
- Science Festival Alliance（英语：Science Festival Alliance）
- 太平洋天文學會

## 外部連結
- 官方网站
- 國際賞月夜的Facebook專頁